# Mesostenus turcator
Mesostenus turcator är en stekelart som beskrevs av Aubert 1972. Mesostenus turcator ingår i släktet Mesostenus och familjen brokparasitsteklar. Inga underarter finns listade i Catalogue of Life.